# Michał Sadowski

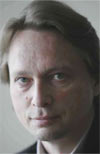
Michał Sadowski

Michał Sadowski (ur. 27 listopada 1964 w Warszawie) – polski fotoreporter i dziennikarz, zajmujący się fotografią polityczną, społeczną, kulturalną, sportową.
Pracował w „Obserwatorze Codziennym”, „Życiu Warszawy” i „Rzeczpospolitej”.

## Życiorys
Absolwent II Liceum Ogólnokształcącego im. Stefana Batorego w Warszawie (matura 1984) oraz Wydziału Dziennikarstwa i Nauk Politycznych Uniwersytetu Warszawskiego. W latach 1991–1992 fotograf w „Obserwatorze Codziennym”, 1992-1994 w „Życiu Warszawy”, 1994-2008 w „Rzeczpospolitej” (od 2004 dyrektor agencji fotograficznej „FotoRzepa”). Organizator i juror konkursu BZWBK Press Foto.

## Nagrody i wyróżnienia
Nagrody w Konkursie Polskiej Fotografii Prasowej, m.in.:
- 1994 i 1995 od agencji Reuters („Front Page Picture”)
- Nagroda Europejskiej Agencji Prasowej „EPA” w 1995
- Zdjęcie Roku w 1995 „Strzały w KPN”
- Pierwsza nagroda w kategorii „Ludzie” w roku 2001 za zdjęcie „Pan z bocianem”.